# La Liga 2009–10
Giải vô địch bóng đá Tây Ban Nha 2009-10 hay La Liga 2009–10 (còn được gọi là Liga BBVA vì lý do tài trợ) là mùa giải thứ 79 của La Liga kể từ khi nó được thành lập. Barcelona là đương kim vô địch của giải đấu, họ đã giành được danh hiệu La Liga lần thứ 19 ở mùa giải trước. Giải đấu bắt đầu từ ngày 29 tháng 8 năm 2009 và kết thúc vào ngày 16 tháng 5 năm 2010.
Có tất cả tổng cộng 20 đội bóng tranh tài tại giải đấu, trong đó có 17 đội đã góp mặt ở mùa giải 2008–09 và 3 đội thăng hạng từ Segunda División. Ngoài ra, trái bóng mới - the Nike T90 Ascente - đã trở thành trái bóng được sử dụng chính thức trong tất cả các trận đấu.
Ngày 16 tháng 5 năm 2010, Barcelona đã trở thành nhà vô địch sau chiến thắng 4–0 của họ trước Valladolid, đây là danh hiệu La Liga thứ 20 của Barcelona.

## Thăng hạng và xuống hạng
Đội thăng hạng từ 2008–09 Segunda División
- Xerez CD
- Real Zaragoza
- CD Tenerife

Đội xuống hạng tới 2009–10 Segunda División
- Real Betis
- CD Numancia
- Recreativo de Huelva

## Thông tin đội bóng

### Sân vận động và vị trí
| Câu lạc bộ          | Thành phố              | Sân vận động              | Sức chứa |
| ------------------- | ---------------------- | ------------------------- | -------- |
| Almería             | Almería                | Estadio del Mediterráneo  | 22,000   |
| Athletic Bilbao     | Bilbao                 | San Mamés                 | 39.750   |
| Atlético Madrid     | Madrid                 | Vicente Calderón          | 54.851   |
| Barcelona           | Barcelona              | Camp Nou                  | 98.772   |
| Deportivo La Coruña | A Coruña               | Riazor                    | 34,600   |
| Espanyol            | Cornellà de Llobregat  | Estadi Cornellà-El Prat   | 40,500   |
| Getafe              | Getafe                 | Coliseum Alfonso Pérez    | 17,700   |
| Málaga              | Málaga                 | La Rosaleda               | 28,963   |
| Mallorca            | Palma de Mallorca      | ONO Estadi                | 23,142   |
| Osasuna             | Pamplona               | Estadio Reyno de Navarra  | 19,800   |
| Racing Santander    | Santander              | El Sardinero              | 22,271   |
| Real Madrid         | Madrid                 | Santiago Bernabéu         | 80.354   |
| Sevilla             | Sevilla                | Ramón Sánchez Pizjuán     | 48.649   |
| Sporting            | Gijón                  | El Molinón                | 25,885   |
| Tenerife            | Santa Cruz de Tenerife | Heliodoro Rodríguez López | 24,000   |
| Valencia            | Valencia               | Mestalla                  | 55.000   |
| Valladolid          | Valladolid             | Estadio José Zorrilla     | 26,512   |
| Villarreal          | Vila-real              | El Madrigal               | 25.000   |
| Xerez               | Jerez de la Frontera   | Chapín                    | 20,523   |
| Zaragoza            | Zaragoza               | La Romareda               | 34,596   |

### Nhân sự và tài trợ
| Câu lạc bộ          | Chủ tịch              | Huấn luyện viên       | Thiết kế áo đấu | Tài trợ áo đấu    |
| ------------------- | --------------------- | --------------------- | --------------- | ----------------- |
| Almería             | Alfonso García        | Juan Manuel Lillo     | UDA             |                   |
| Athletic Bilbao     | Fernando García Macua | Joaquín Caparrós      | Umbro           | Petronor          |
| Atlético Madrid     | Enrique Cerezo        | Quique Sánchez        | Nike            | Kia               |
| Barcelona           | Joan Laporta          | Josep Guardiola       | Nike            | UNICEF            |
| Deportivo La Coruña | Augusto Lendoiro      | Miguel Ángel Lotina   | Lotto           | Estrella Galicia  |
| Espanyol            | Daniel Sánchez Llibre | Mauricio Pochettino   | Uhlsport        | Interapuestas.com |
| Getafe              | Ángel Torres Sánchez  | Míchel                | Joma            | Burger King       |
| Málaga              | Fernando Sanz         | Juan R. López Muñiz   | Umbro           | William Hill      |
| Mallorca            | Tomeu Vidal           | Gregorio Manzano      | Macron          | Air Europa        |
| Osasuna             | Patxi Izco            | José Antonio Camacho  | Diadora         | Yingli Solar      |
| Racing Santander    | Francisco Pernía      | Miguel Ángel Portugal | Joma            |                   |
| Real Madrid         | Florentino Pérez      | Manuel Pellegrini     | Adidas          | bwin.com          |
| Sevilla             | José María del Nido   | Antonio Álvarez       | Joma            | 12Bet             |
| Sporting            | Manuel Vega-Arango    | Manolo Preciado       | Astore          | Gijón Asturias    |
| Tenerife            | Miguel Concepción     | José Luis Oltra       | Puma            | CajaCanarias      |
| Valencia            | Manuel Llorente       | Unai Emery            | Kappa           | Unibet            |
| Valladolid          | Carlos Suárez Sureda  | Javier Clemente       | Puma            | Caja Duero        |
| Villarreal          | Fernando Roig Alfonso | Juan Carlos Garrido   | Puma            | Aeroport Castelló |
| Xerez               | Federico Souza        | Néstor Gorosito       | Legea           | Cajasol           |
| Zaragoza            | Agapito Iglesias      | José Aurelio Gay      | Adidas          | Telefónica        |

## Thay đổi huấn luyện viên

### Trước khi bắt đầu mùa giải
| Câu lạc bộ       | huấn luyện viên trước | Lý do                                 | Ngày thôi việc  | huấn luyện viên sau | Ngày bắt đầu    | Vị trí trên bảng xếp hạng        |
| ---------------- | --------------------- | ------------------------------------- | --------------- | ------------------- | --------------- | -------------------------------- |
| Málaga           | Antonio Tapia         | Thoả thuận hai bên                    | 1 tháng 6,2009  | Juan R. López Muñiz | 13/06/2009      | 8 (2008–09)                      |
| Real Madrid      | Juande Ramos          | Hết hợp đồng                          | 1 tháng 6,2009  | Manuel Pellegrini   | 2 tháng 6,2009  | 2 (2008–09)                      |
| Villarreal       | Manuel Pellegrini     | Real Madrid mua lại với giá 4 triệu € | 2 tháng 6,2009  | Ernesto Valverde    | 2 tháng 6,2009  | 5 (2008–09)                      |
| Racing Santander | Juan R. López Muñiz   | Thoả thuận hai bên                    | 13 tháng 6,2009 | Juan Carlos Mandiá  | 26 tháng 6,2009 | 12 (2008–09)                     |
| Xerez            | Esteban Vigo          | Thoả thuận hai bên                    | 28 tháng 6,2009 | José Ángel Ziganda  | 8 tháng 7,2009  | 1 tại Segunda División (2008–09) |

### Trong mùa giải
| Câu lạc bộ       | huấn luyện viên trước  | Lý do      | Ngày thôi việc   | huấn luyện viên sau   | Ngày bắt đầu     | Vị trí trên bảng xếp hạng |
| ---------------- | ---------------------- | ---------- | ---------------- | --------------------- | ---------------- | ------------------------- |
| Atlético Madrid  | Abel Resino            | Bị sa thải | 23 tháng 10,2009 | Quique Sánchez        | 23 tháng 10,2009 | 15                        |
| Racing Santander | Juan Carlos Mandiá     | Bị sa thải | 9 tháng 11,2009  | Miguel Ángel Portugal | 19 tháng 11,2009 | 17                        |
| Zaragoza         | Marcelino García Toral | Bị sa thải | 12 tháng 12,2009 | José Aurelio Gay      | 23 tháng 12,2009 | 17                        |
| Almería          | Hugo Sánchez           | Bị sa thải | 20 tháng 12,2009 | Juan Manuel Lillo     | 23 tháng 12,2009 | 17                        |
| Xerez            | José Ángel Ziganda     | bị sa thải | 12 tháng 1,2010  | Néstor Gorosito       | 19 tháng 1,2010  | 20                        |
| Villarreal       | Ernesto Valverde       | Bị sa thải | 31 tháng 1,2010  | Juan Carlos Garrido   | 1 tháng 2,2010   | 9                         |
| Valladolid       | José Luis Mendilibar   | Bị sa thải | 1 tháng 2,2010   | Onésimo Sánchez       | 1 tháng 2,2010   | 17                        |
| Sevilla          | Manolo Jiménez         | Bị sa thải | 23 tháng 3,2010  | Antonio Álvarez       | 26 tháng 3,2010  | 5                         |
| Valladolid       | Onésimo Sánchez        | Bị sa thải | 5 tháng 4,2010   | Javier Clemente       | 6 tháng 4,2010   | 19                        |

## Bảng xếp hạng
| XH | Đội                 | Tr | T  | H  | T  | BT  | BB | HS  | Đ    | Lên hay xuống hạng                          | Thành tích đối đầu      |
| -- | ------------------- | -- | -- | -- | -- | --- | -- | --- | ---- | ------------------------------------------- | ----------------------- |
| 1  | Barcelona (C)       | 38 | 31 | 6  | 1  | 98  | 24 | +74 | 99   | Vòng bảng UEFA Champions League 2010-11     |                         |
| 2  | Real Madrid         | 38 | 31 | 3  | 4  | 102 | 35 | +67 | 96   | Vòng bảng UEFA Champions League 2010-11     |                         |
| 3  | Valencia            | 38 | 21 | 8  | 9  | 59  | 40 | +19 | 71   | Vòng bảng UEFA Champions League 2010-11     |                         |
| 4  | Sevilla             | 38 | 19 | 6  | 13 | 65  | 49 | +16 | 63   | Vòng Play-off UEFA Champions League 2010-11 |                         |
| 5  | Mallorca            | 38 | 18 | 8  | 12 | 59  | 44 | +15 | 0621 |                                             |                         |
| 6  | Getafe              | 38 | 17 | 7  | 14 | 58  | 48 | +10 | 58   | Vòng Play-off UEFA Europa League 2010-11    |                         |
| 7  | Villarreal          | 38 | 16 | 8  | 14 | 58  | 57 | +1  | 0561 | Vòng Play-off UEFA Europa League 2010-11    |                         |
| 8  | Athletic Bilbao     | 38 | 15 | 9  | 14 | 50  | 53 | −3  | 54   |                                             |                         |
| 9  | Atlético Madrid     | 38 | 13 | 8  | 17 | 57  | 61 | −4  | 47   | Vòng bảng UEFA Europa League 2010-11 2      | DEP 2–1 ATM ATM 3–0 DEP |
| 10 | Deportivo La Coruña | 38 | 13 | 8  | 17 | 35  | 49 | −14 | 47   |                                             | DEP 2–1 ATM ATM 3–0 DEP |
| 11 | Espanyol            | 38 | 11 | 11 | 16 | 29  | 46 | −17 | 44   |                                             |                         |
| 12 | Osasuna             | 38 | 11 | 10 | 17 | 37  | 46 | −9  | 43   |                                             |                         |
| 13 | Almería             | 38 | 10 | 12 | 16 | 43  | 55 | −12 | 42   |                                             |                         |
| 14 | Zaragoza            | 38 | 10 | 11 | 17 | 46  | 64 | −18 | 41   |                                             |                         |
| 15 | Sporting de Gijón   | 38 | 9  | 13 | 16 | 36  | 51 | −15 | 40   |                                             |                         |
| 16 | Racing Santander    | 38 | 9  | 12 | 17 | 42  | 59 | −17 | 39   |                                             |                         |
| 17 | Málaga              | 38 | 7  | 16 | 15 | 42  | 48 | −6  | 37   |                                             |                         |
| 18 | Valladolid (R)      | 38 | 7  | 15 | 16 | 37  | 62 | −25 | 36   | Xuống chơi tại Segunda División             | VLD 3–3 TEN TEN 0–0 VLD |
| 19 | Tenerife (R)        | 38 | 9  | 9  | 20 | 40  | 74 | −34 | 36   | Xuống chơi tại Segunda División             | VLD 3–3 TEN TEN 0–0 VLD |
| 20 | Xerez (R)           | 38 | 8  | 10 | 20 | 38  | 66 | −28 | 34   | Xuống chơi tại Segunda División             |                         |

Nguồn: LFP và Yahoo! Sport
Quy tắc xếp hạng: 1. Điểm; 2. Điểm khi đối đầu; 3. Hiệu số bàn thắng khi đối đầu; 4. Số bàn thắng khi đối đầu; 5. Hiệu số bàn thắng; 6. Số bàn thắng.
1 Mallorca không đủ điều kiện tham dự UEFA Europa League 2010–11 do bị chìm trong tình trạng nợ nần, và do đó đã không đáp ứng được các tiêu chí của UEFA. Sau đó, Villarreal đã được mời thay thế vị trí này.
2Atlético Madrid đã giành được chức vô địch UEFA Europa League 2009–10 do đó họ giành được 1 suất tham dự vòng bảng UEFA Europa League 2010–11
(VĐ) = Vô địch; (XH) = Xuống hạng; (LH) = Lên hạng; (O) = Thắng trận Play-off; (A) = Lọt vào vòng sau. 
Chỉ được áp dụng khi mùa giải chưa kết thúc: 
(Q) = Lọt vào vòng đấu cụ thể của giải đấu đã nêu; (TQ) = Giành vé dự giải đấu, nhưng chưa tới vòng đấu đã nêu.
Thành tích đối đầu: Được áp dụng khi số liệu thành tích đối đầu được dùng để xếp hạng các đội bằng điểm nhau.

### Vị trí các đội sau mỗi vòng đấu
| Barcelona           | 2  | 1  | 2  | 1  | 2  | 1  | 1  | 1  | 1  | 1  | 2  | 1  | 1  | 1  | 1  | 1  | 1  | 1  | 1  | 1  | 1  | 1  | 1  | 1  | 2  | 2  | 2  | 2  | 2  | 2  | 1  | 1  | 1  | 1  | 1  | 1  | 1  | 1  |  |  |  |  |  |  |  |  |
| Real Madrid         | 6  | 2  | 1  | 2  | 1  | 2  | 2  | 2  | 2  | 2  | 1  | 2  | 2  | 2  | 2  | 2  | 2  | 2  | 2  | 2  | 2  | 2  | 2  | 2  | 1  | 1  | 1  | 1  | 1  | 1  | 2  | 2  | 2  | 2  | 2  | 2  | 2  | 2  |  |  |  |  |  |  |  |  |
| Valencia            | 5  | 3  | 5  | 6  | 7  | 5  | 6  | 4  | 4  | 4  | 4  | 4  | 3  | 4  | 4  | 3  | 3  | 3  | 3  | 3  | 3  | 3  | 3  | 3  | 3  | 3  | 3  | 3  | 3  | 3  | 3  | 3  | 3  | 3  | 3  | 3  | 3  | 3  |  |  |  |  |  |  |  |  |
| Sevilla             | 16 | 8  | 6  | 3  | 3  | 3  | 3  | 3  | 3  | 3  | 3  | 3  | 4  | 3  | 3  | 5  | 5  | 6  | 6  | 4  | 5  | 4  | 4  | 4  | 4  | 4  | 5  | 5  | 5  | 4  | 4  | 5  | 5  | 5  | 5  | 4  | 4  | 4  |  |  |  |  |  |  |  |  |
| Mallorca            | 4  | 5  | 4  | 5  | 4  | 6  | 5  | 6  | 5  | 6  | 6  | 6  | 6  | 5  | 5  | 4  | 6  | 4  | 4  | 5  | 4  | 5  | 6  | 5  | 5  | 5  | 4  | 4  | 4  | 5  | 5  | 4  | 4  | 4  | 4  | 5  | 5  | 5  |  |  |  |  |  |  |  |  |
| Getafe              | 1  | 7  | 12 | 8  | 12 | 8  | 12 | 8  | 11 | 12 | 9  | 9  | 9  | 8  | 8  | 7  | 7  | 8  | 7  | 7  | 8  | 8  | 8  | 9  | 9  | 8  | 8  | 9  | 9  | 9  | 8  | 7  | 8  | 7  | 7  | 6  | 6  | 6  |  |  |  |  |  |  |  |  |
| Villarreal          | 10 | 13 | 17 | 18 | 19 | 19 | 20 | 18 | 13 | 16 | 11 | 12 | 11 | 10 | 9  | 9  | 10 | 10 | 9  | 9  | 10 | 10 | 10 | 8  | 8  | 9  | 9  | 10 | 8  | 7  | 7  | 8  | 6  | 6  | 6  | 7  | 7  | 7  |  |  |  |  |  |  |  |  |
| Athletic Bilbao     | 7  | 4  | 3  | 4  | 6  | 7  | 10 | 11 | 9  | 8  | 8  | 8  | 8  | 7  | 7  | 8  | 8  | 7  | 8  | 8  | 7  | 7  | 7  | 7  | 7  | 7  | 6  | 6  | 6  | 6  | 6  | 6  | 7  | 8  | 8  | 8  | 8  | 8  |  |  |  |  |  |  |  |  |
| Atlético Madrid     | 19 | 18 | 19 | 19 | 18 | 14 | 15 | 17 | 18 | 18 | 18 | 17 | 13 | 14 | 15 | 11 | 11 | 11 | 11 | 13 | 12 | 11 | 13 | 11 | 10 | 10 | 10 | 8  | 10 | 10 | 10 | 10 | 10 | 10 | 10 | 9  | 9  | 9  |  |  |  |  |  |  |  |  |
| Deportivo La Coruña | 13 | 9  | 13 | 7  | 5  | 4  | 4  | 5  | 6  | 5  | 5  | 5  | 5  | 6  | 6  | 6  | 4  | 5  | 5  | 6  | 6  | 6  | 5  | 6  | 6  | 6  | 7  | 7  | 7  | 8  | 9  | 9  | 9  | 9  | 9  | 10 | 10 | 10 |  |  |  |  |  |  |  |  |
| Espanyol            | 14 | 20 | 14 | 9  | 10 | 10 | 8  | 9  | 8  | 9  | 10 | 11 | 14 | 17 | 13 | 16 | 13 | 14 | 14 | 14 | 14 | 12 | 15 | 15 | 14 | 14 | 14 | 13 | 14 | 14 | 14 | 14 | 13 | 11 | 11 | 12 | 11 | 11 |  |  |  |  |  |  |  |  |
| Osasuna             | 9  | 14 | 18 | 14 | 9  | 12 | 9  | 10 | 10 | 10 | 12 | 10 | 10 | 11 | 12 | 12 | 14 | 12 | 12 | 10 | 9  | 9  | 9  | 12 | 11 | 13 | 13 | 15 | 13 | 13 | 12 | 11 | 11 | 12 | 12 | 11 | 13 | 12 |  |  |  |  |  |  |  |  |
| Almería             | 11 | 15 | 7  | 11 | 11 | 13 | 11 | 12 | 15 | 11 | 13 | 13 | 16 | 16 | 17 | 15 | 15 | 15 | 15 | 16 | 15 | 16 | 14 | 13 | 13 | 11 | 11 | 11 | 11 | 11 | 13 | 13 | 12 | 13 | 13 | 13 | 12 | 13 |  |  |  |  |  |  |  |  |
| Zaragoza            | 8  | 11 | 15 | 15 | 8  | 11 | 13 | 15 | 12 | 13 | 14 | 14 | 17 | 18 | 19 | 19 | 19 | 19 | 19 | 18 | 17 | 17 | 17 | 17 | 17 | 17 | 17 | 17 | 17 | 15 | 16 | 16 | 16 | 16 | 15 | 14 | 15 | 14 |  |  |  |  |  |  |  |  |
| Sporting de Gijón   | 20 | 12 | 10 | 12 | 14 | 9  | 7  | 7  | 7  | 7  | 7  | 7  | 7  | 9  | 10 | 10 | 9  | 9  | 10 | 11 | 13 | 13 | 11 | 10 | 12 | 12 | 12 | 12 | 12 | 12 | 11 | 12 | 14 | 14 | 14 | 15 | 14 | 15 |  |  |  |  |  |  |  |  |
| Racing Santander    | 18 | 17 | 9  | 16 | 15 | 17 | 14 | 16 | 17 | 17 | 17 | 19 | 18 | 15 | 16 | 14 | 12 | 13 | 13 | 12 | 11 | 14 | 16 | 16 | 16 | 16 | 16 | 14 | 16 | 17 | 15 | 15 | 15 | 15 | 16 | 17 | 17 | 16 |  |  |  |  |  |  |  |  |
| Málaga              | 3  | 6  | 11 | 17 | 17 | 18 | 19 | 20 | 20 | 20 | 20 | 18 | 19 | 19 | 18 | 18 | 18 | 16 | 16 | 15 | 16 | 15 | 12 | 14 | 15 | 15 | 15 | 16 | 15 | 16 | 17 | 17 | 17 | 17 | 17 | 16 | 18 | 17 |  |  |  |  |  |  |  |  |
| Valladolid          | 12 | 16 | 8  | 13 | 16 | 16 | 17 | 14 | 14 | 14 | 15 | 15 | 15 | 13 | 11 | 13 | 16 | 17 | 17 | 17 | 18 | 19 | 18 | 18 | 18 | 19 | 18 | 18 | 19 | 19 | 19 | 19 | 19 | 18 | 19 | 19 | 16 | 18 |  |  |  |  |  |  |  |  |
| Tenerife            | 15 | 10 | 16 | 10 | 13 | 15 | 16 | 13 | 16 | 15 | 16 | 16 | 12 | 12 | 14 | 17 | 17 | 18 | 18 | 19 | 19 | 18 | 19 | 19 | 19 | 18 | 19 | 19 | 18 | 18 | 18 | 18 | 18 | 19 | 18 | 18 | 19 | 19 |  |  |  |  |  |  |  |  |
| Xerez               | 17 | 19 | 20 | 20 | 20 | 20 | 18 | 19 | 19 | 19 | 19 | 20 | 20 | 20 | 20 | 20 | 20 | 20 | 20 | 20 | 20 | 20 | 20 | 20 | 20 | 20 | 20 | 20 | 20 | 20 | 20 | 20 | 20 | 20 | 20 | 20 | 20 | 20 |  |  |  |  |  |  |  |  |

Nguồn: kicker.de (tiếng Đức)

## kết quả thi đấu
| Nhà \ Khách[1]      | Almería | Athletic Bilbao | Atlético Madrid | Barcelona | Deportivo | Espanyol | Getafe | Málaga | Mallorca | Osasuna | Racing | Real Madrid | Sevilla | Sporting Gijón | Tenerife | Valencia | Valladolid | Villarreal | Xerez | Zaragoza |
| Almería             |         | 1–4             | 1–0             | 2–2       | 1–1       | 0–1      | 1–0    | 1–0    | 1–1      | 2–0     | 2–2    | 1–2         | 2–3     | 3–1            | 1–1      | 0–3      | 0–0        | 4–2        | 1–0   | 1–0      |
| Athletic Bilbao     | 4–1     |                 | 1–0             | 1–1       | 2–0       | 1–0      | 2–2    | 1–1    | 1–3      | 2–0     | 4–3    | 1–0         | 0–4     | 1–2            | 4–1      | 1–2      | 2–0        | 3–2        | 3–2   | 0–0      |
| Atlético Madrid     | 2–2     | 2–0             |                 | 2–1       | 3–0       | 4–0      | 0–3    | 0–2    | 1–1      | 1–0     | 1–1    | 2–3         | 2–1     | 3–2            | 3–1      | 4–1      | 3–1        | 1–2        | 1–2   | 2–1      |
| Barcelona           | 1–0     | 4–1             | 5–2             |           | 3–0       | 1–0      | 2–1    | 2–1    | 4–2      | 2–0     | 4–0    | 1–0         | 4–0     | 3–0            | 4–1      | 3–0      | 4–0        | 1–1        | 3–1   | 6–1      |
| Deportivo La Coruña | 0–0     | 3–1             | 2–1             | 1–3       |           | 2–3      | 1–3    | 1–0    | 1–0      | 1–0     | 1–1    | 1–3         | 1–0     | 1–1            | 3–1      | 0–0      | 0–2        | 1–0        | 2–1   | 0–1      |
| Espanyol            | 2–0     | 1–0             | 3–0             | 0–0       | 2–0       |          | 0–2    | 2–1    | 1–1      | 2–1     | 0–4    | 0–3         | 2–0     | 0–0            | 2–1      | 0–2      | 1–1        | 0–0        | 0–0   | 2–1      |
| Getafe              | 2–2     | 2–0             | 1–0             | 0–2       | 0–2       | 1–1      |        | 2–1    | 3–0      | 2–1     | 0–0    | 2–4         | 4–3     | 1–1            | 2–1      | 3–1      | 1–0        | 3–0        | 5–1   | 0–2      |
| Málaga              | 1–2     | 1–1             | 3–0             | 0–2       | 0–0       | 2–1      | 1–0    |        | 2–1      | 1–1     | 1–2    | 1–1         | 1–2     | 1–1            | 1–1      | 0–1      | 0–0        | 2–0        | 2–4   | 1–1      |
| Mallorca            | 3–1     | 2–0             | 4–1             | 0–1       | 2–0       | 2–0      | 3–1    | 1–1    |          | 2–0     | 1–0    | 1–4         | 1–3     | 3–0            | 4–0      | 3–2      | 3–0        | 1–0        | 2–0   | 4–1      |
| Osasuna             | 1–0     | 0–0             | 3–0             | 1–1       | 3–1       | 2–0      | 0–0    | 2–2    | 0–1      |         | 1–3    | 0–0         | 0–2     | 1–0            | 1–0      | 1–3      | 1–1        | 1–1        | 1–1   | 2–0      |
| Racing Santander    | 0–2     | 0–2             | 1–1             | 1–4       | 0–1       | 3–1      | 1–4    | 0–3    | 0–0      | 1–1     |        | 0–2         | 1–5     | 2–0            | 2–0      | 0–1      | 1–1        | 1–2        | 3–2   | 0–0      |
| Real Madrid         | 4–2     | 5–1             | 3–2             | 0–2       | 3–2       | 3–0      | 2–0    | 2–0    | 2–0      | 3–2     | 1–0    |             | 3–2     | 3–1            | 3–0      | 2–0      | 4–2        | 6–2        | 5–0   | 6–0      |
| Sevilla             | 1–0     | 0–0             | 3–1             | 2–3       | 1–1       | 0–0      | 1–2    | 2–2    | 2–0      | 1–0     | 1–2    | 2–1         |         | 3–0            | 3–0      | 2–1      | 1–1        | 3–2        | 1–1   | 4–1      |
| Sporting de Gijón   | 1–0     | 0–0             | 1–1             | 0–1       | 2–1       | 1–0      | 1–0    | 2–2    | 4–1      | 3–2     | 0–1    | 0–0         | 0–1     |                | 0–2      | 1–1      | 0–2        | 1–0        | 2–2   | 1–1      |
| Tenerife            | 2–2     | 1–0             | 1–1             | 0–5       | 0–1       | 4–1      | 3–2    | 2–2    | 1–0      | 2–1     | 2–1    | 1–5         | 1–2     | 2–1            |          | 0–0      | 0–0        | 2–2        | 1–0   | 1–3      |
| Valencia            | 2–0     | 2–0             | 2–2             | 0–0       | 1–0       | 1–0      | 2–1    | 1–0    | 1–1      | 3–0     | 0–0    | 2–3         | 2–0     | 2–2            | 1–0      |          | 2–0        | 4–1        | 3–1   | 3–1      |
| Valladolid          | 1–1     | 2–2             | 0–4             | 0–3       | 4–0       | 0–0      | 0–0    | 1–1    | 1–2      | 1–2     | 2–1    | 1–4         | 2–1     | 2–1            | 3–3      | 2–4      |            | 0–2        | 0–0   | 1–1      |
| Villarreal          | 1–1     | 2–1             | 2–1             | 1–4       | 1–0       | 0–0      | 3–2    | 2–1    | 1–1      | 0–2     | 2–0    | 0–2         | 3–0     | 1–0            | 5–0      | 2–0      | 3–1        |            | 2–0   | 4–2      |
| Xerez               | 2–1     | 0–1             | 0–2             | 0–2       | 0–3       | 1–1      | 0–1    | 1–1    | 2–1      | 1–2     | 2–2    | 0–3         | 0–2     | 0–0            | 2–1      | 1–3      | 3–0        | 2–1        |       | 3–2      |
| Zaragoza            | 2–1     | 1–2             | 1–1             | 2–4       | 0–0       | 1–0      | 3–0    | 2–0    | 1–1      | 0–1     | 2–2    | 1–2         | 2–1     | 1–3            | 1–0      | 3–0      | 1–2        | 3–3        | 0–0   |          |

Nguồn: LFP và futbol.sportec (tiếng Tây Ban Nha)
1 ^ Đội chủ nhà được liệt kê ở cột bên tay trái.
Màu sắc: Xanh = Chủ nhà thắng; Vàng = Hòa; Đỏ = Đội khách thắng.
a nghĩa là có bài viết về trận đấu đó.

## Giải thưởng và số liệu thống kê mùa giải

### Cúp Pichichi
Cúp Pichichi được trao cho cầu thủ ghi nhiều bàn thắng nhất trong mùa giải.
| Vị trí | Cầu thủ            | Câu lạc bộ      | Bàn thắng |
| ------ | ------------------ | --------------- | --------- |
| 1      | Lionel Messi       | Barcelona       | 34        |
| 2      | Gonzalo Higuaín    | Real Madrid     | 27        |
| 3      | Cristiano Ronaldo  | Real Madrid     | 26        |
| 4      | David Villa        | Valencia        | 21        |
| 5      | Diego Forlán       | Atlético Madrid | 18        |
| 6      | Roberto Soldado    | Getafe          | 16        |
| 6      | Zlatan Ibrahimović | Barcelona       | 16        |
| 8      | Luís Fabiano       | Sevilla         | 15        |
| 9      | Fernando Llorente  | Athletic Bilbao | 14        |
| 9      | Nino               | Tenerife        | 14        |

- nguồn: futbol.sportec Lưu trữ ngày 23 tháng 2 năm 2012 tại Wayback Machine

### Cúp Zamora
Cúp Zamora được trao cho thủ môn có tỉ lệ để lọt lưới ít nhất.
| Thủ môn            | Bàn thua | Số trận | Trung bình | Câu lạc bộ        |
| ------------------ | -------- | ------- | ---------- | ----------------- |
| Víctor Valdés      | 24       | 38      | 0.63       | Barcelona         |
| Iker Casillas      | 36       | 38      | 0.95       | Real Madrid       |
| César Sánchez      | 29       | 30      | 0.97       | Valencia          |
| Daniel Aranzubia   | 42       | 36      | 1.17       | Deportivo         |
| Ricardo López      | 45       | 37      | 1.22       | Osasuna           |
| Dudu Aouate        | 44       | 36      | 1.22       | Mallorca          |
| Carlos Kameni      | 38       | 31      | 1.23       | Espanyol          |
| Gustavo Munúa      | 48       | 38      | 1.26       | Málaga            |
| Juan Pablo Colinas | 51       | 38      | 1.34       | Sporting de Gijón |
| Diego Alves        | 50       | 37      | 1.35       | Almería           |

- nguồn: futbol.sportec Lưu trữ ngày 26 tháng 9 năm 2011 tại Wayback Machine

### Bảng kiến tạo
| Vị trí | Cầu thủ        | Câu lạc bộ       | Kiến tạo |
| ------ | -------------- | ---------------- | -------- |
| 1      | Xavi Hernández | Barcelona        | 14       |
| 2      | Dani Alves     | Barcelona        | 10       |
| 2      | Lionel Messi   | Barcelona        | 10       |
| 4      | Guti Hernández | Real Madrid      | 9        |
| 4      | Jesús Navas    | Sevilla          | 9        |
| 4      | Marcelo        | Real Madrid      | 9        |
| 4      | Pedro León     | Getafe           | 9        |
| 8      | Borja Valero   | Mallorca         | 8        |
| 8      | Ever Banega    | Valencia         | 8        |
| 8      | Gonzalo Castro | Mallorca         | 8        |
| 8      | Momo           | Xerez            | 8        |
| 8      | Pedro Munitis  | Racing Santander | 8        |

- nguồn: ESPN Soccernet Lưu trữ ngày 30 tháng 3 năm 2010 tại Wayback Machine

### Giải phong cách
| Xếp hạng | Câu lạc bộ        | Số trận | Yellow card | 2 thẻ vàng/Thẻ đỏ gián tiếp · 2 thẻ vàng/Thẻ đỏ gián tiếp | Thẻ đỏ trực tiếp | Số trận bị đình chỉ(Cầu thủ, chỉ khi +3) | Số trận bị đình chỉ (Nhân viên clb) | Hành vi của cổ động viên     |   | Điểm |
| -------- | ----------------- | ------- | ----------- | --------------------------------------------------------- | ---------------- | ---------------------------------------- | ----------------------------------- | ---------------------------- | - | ---- |
| 1        | Real Madrid       | 38      | 85          | 2                                                         | 3                | –                                        | –                                   | –                            | – | 98   |
| 2        | Tenerife          | 38      | 86          | 2                                                         | 2                | –                                        | 113                                 | –                            | – | 101  |
| 3        | Deportivo         | 38      | 68          | 1                                                         | 3                | –                                        | 410, 21, 28, 28                     | 1 Nhẹ17                      | – | 104  |
| 4        | Barcelona         | 38      | 73          | 2                                                         | 3                | –                                        | 45, 18, 21, 25                      | –                            | – | 106  |
| 5        | Mallorca          | 38      | 93          | 1                                                         | 2                | –                                        | 26, 11                              | –                            | – | 111  |
| 6        | Almería           | 38      | 98          | 3                                                         | 2                | –                                        | –                                   | 1 Nhẹ36                      | – | 115  |
| 7        | Atlético Madrid   | 38      | 90          | 4                                                         | 3                | –                                        | 21, 23                              | 1 Nhẹ10                      | – | 122  |
| 8        | Osasuna           | 38      | 83          | 3                                                         | 6                | –                                        | –                                   | 2 Nhẹ7, 11, 1 Nghiêm trọng14 | – | 123  |
| 8        | Sporting de Gijón | 38      | 98          | 2                                                         | 2                | –                                        | 134                                 | 2 Nhẹ20, 34                  | – | 123  |
| 10       | Espanyol          | 38      | 110         | 6                                                         | 1                | –                                        | –                                   | –                            | – | 125  |
| 11       | Racing Santander  | 38      | 104         | 1                                                         | 1                | –                                        | 45, 20, 24, 29                      | –                            | – | 129  |
| 12       | Villarreal        | 38      | 95          | 5                                                         | 4                | –                                        | 15                                  | 2 Nhẹ8, 37                   | – | 132  |
| 13       | Athletic Bilbao   | 38      | 96          | 4                                                         | 5                | –                                        | 122                                 | 2 Nhẹ7, 11                   | – | 134  |
| 13       | Getafe            | 38      | 107         | 2                                                         | 1                | –                                        | 35, 27, 28                          | 1 Nhẹ22                      | – | 134  |
| 13       | Valladolid        | 38      | 100         | 3                                                         | 6                | –                                        | 210, 20                             | –                            | – | 134  |
| 16       | Valencia          | 38      | 113         | 3                                                         | 4                | –                                        | 124                                 | 2 Nhẹ3, 23                   | – | 146  |
| 17       | Sevilla           | 38      | 101         | 4                                                         | 6                | –                                        | 21                                  | 2 Nhẹ12, 19                  | – | 147  |
| 18       | Xerez             | 38      | 100         | 4                                                         | 5                | –                                        | 510, 23, 25, 31, 32                 | 1 Nhẹ22                      | – | 153  |
| 19       | Zaragoza          | 38      | 129         | 2                                                         | 2                | –                                        | 210, 27                             | 1 Nhẹ34                      | – | 154  |
| 20       | Málaga            | 38      | 135         | 1                                                         | 8                | –                                        | –                                   | 1 Nhẹ23                      | – | 166  |

nguồn: RFEF Referee's reports, Competition Committee's Sanctions Lưu trữ ngày 16 tháng 7 năm 2011 tại Wayback Machine, Appeal Committee Resolutions Lưu trữ ngày 16 tháng 7 năm 2011 tại Wayback Machine, Spanish Sports Disciplinary Committee Resolutions Lưu trữ ngày 27 tháng 11 năm 2010 tại Wayback Machine và RFEF's Directory about Fair Play Rankings Lưu trữ ngày 16 tháng 5 năm 2010 tại Wayback Machine
ghi chú: Bảng này không phải là số lượng thẻ và hình thức xử phạt thu được từ trận đấu, bảng này có tính đến việc loại bỏ hoặc áp dụng một số thẻ và hình thức xử phạt của cơ quan có thẩm quyền (Ủy ban Giải đấu, Ủy ban Khiếu nại và Ủy ban kỷ luật thể thao Tây Ban Nha)

Chú thích:
- Đóng cửa sân vận động: khi có sự cố nghiêm trọng xảy ra mà bị xử phạt bằng việc đóng cửa sân vận động. 10 điểm/Trận mà sân bị đóng cửa

### Giải thưởng Pedro Zaballa
Cổ động viên Atlético Madrid và Sevilla 

### Các bàn thắng
- Bàn thắng đầu tiên của mùa giải: Raúl González của Real Madrid ghi vào lưới Deportivo, ở 24 phút 53 giây (29 tháng 8,2009).[34]
- Quả phạt đền đầu tiên của mùa giải: ở 33 phút 48 giây – Cristiano Ronaldo của Real Madrid ghi vào lưới Deportivo (29 tháng 8,2009).[34]
- Bàn thắng nhanh nhất trong 1 trận đấu:  34 giây  – Riki của Deportivo ghi vào lưới Racing Santander (11 tháng 4,2010)
- Bàn thắng muộn nhất trong 1 trận đấu: phút 90+5 và 44 giây – Andrés Guardado của Deportivo ghi vào lưới Atlético Madrid (21 tháng 11 năm 2009).[35]
- Trận thắng cách biệt nhất: 6 bàn – Real Madrid 6–0 Zaragoza (19 tháng 12,2009).[1]
- Trận có nhiều bàn thắng nhất: 6 bàn
  - Barcelona 6–1 Zaragoza (25 tháng 10 năm 2009).[36]
  - Real Madrid 6–0 Zaragoza (19 tháng 12,2009).[1]
  - Real Madrid 6–2 Villarreal (21 tháng 2,2010).[3]
- Trận có đội thua cuộc ghi nhiều bàn thắng nhất: 3 bàn
  - Athletic Bilbao 4–3 Racing Santander (29 tháng 3,2010).[37]
  - Getafe 4–3 Sevilla (25 tháng 4,2010).[38]
- Số bàn thắng nhiều nhất được ghi bởi 1 cầu thủ trong 1 trận: 3 bàn
- Các Hat-trick của giải:
  -  Roberto Soldado của Getafe ghi vào lưới Racing Santander (30 tháng 8 năm 2009).[39]
  -  Seydou Keita của Barcelona ghi vào lưới Zaragoza (25 tháng 10,2009)[36]
  -  Roberto Soldado của Getafe ghi vào lưới Xerez (29 tháng 11 năm 2009).[40]
  -  Lionel Messi của Barcelona ghi vào lưới Tenerife (10 tháng 1 năm 2010).[2]
  -  Lionel Messi của Barcelona ghi vào lưới Valencia (14 tháng 3 năm 2010).[41]
  -  Gonzalo Higuaín của Real Madrid ghi vào lưới Valladolid (14 tháng 3,2010).[42]
  -  Lionel Messi của Barcelona ghi vào lưới Zaragoza (21 tháng 3 năm 2010).[43]
  -  Cristiano Ronaldo của Real Madrid ghi vào lưới Mallorca (5 tháng 5 năm 2010).[44]
- Bàn phản lưới nhà đầu tiên của mùa giải: David Prieto (Xerez) của Athletic Bilbao, 31 phút 41 giây (13 tháng 9,2009).[45]
- Hat-trick đầu tiên của mùa giải: Roberto Soldado của Getafe ghi vào lưới Racing Santander (30 tháng 8 năm 2009)[39]

### Kỷ luật
- Thẻ vàng đầu tiên của mùa giải: Daniel Aranzubia của Deportivo trong trận gặp Real Madrid, 33 phút (29 tháng 8,2009).[34]
- Thẻ đỏ đầu tiên của mùa giải: Leandro Gioda của Xerez trong trận gặp Mallorca, 41 phút 39 giây (30 tháng 8,2009).[46]
- Thẻ phạt muộn nhất trong 1 trận đấu: Cléber Santana (thẻ đỏ) ở phút 90+5 và 10 giây của Atlético Madrid trong trận gặp Deportivo (21 tháng 11 năm 2009).[35]